# James Barclay
James Barclay é um gestor britânico que atualmente é chefe de equipe da McLaren no Campeonato Mundial de Endurance.

## Carreira
Barclay se graduou com um bacharelado em marketing na Universidade de Staffordshire. Em 2013, Ele ingressou na Jaguar vindo da Bentley, onde havia feito parte da equipe vencedora das 24 Horas de Le Mans de 2003. Barclay foi nomeado diretor de equipe do programa de Fórmula E da Jaguar em novembro de 2015, quando a fabricante ingressou na categoria 100% elétrica. Em 2021, Barclay foi nomeado diretor executivo da JLR Motorsport, a divisão de automobilismo da Jaguar Land Rover, e chefe de equipe da Jaguar TCS Racing. Ele foi responsável por gerenciar o retorno da marca britânica ao automobilismo no Campeonato Mundial de Fórmula E da FIA. Em 2024, Barclay liderou a Jaguar TCS Racing para vencer o Campeonato Mundial de Equipes de Fórmula E de 2023–24 — o primeiro campeonato mundial da equipe na modalidade — e, também, na conquista de seu primeiro título na Copa de Fabricantes.
Em abril de 2025, a Jaguar Land Rover confirmou que Barclay havia decidido deixar seu cargo de diretor administrativo da JLR Motorsport e chefe da Jaguar na Fórmula E a partir de 1 de agosto de 2025, para assumir um cargo fora da empresa. Durante os nove anos liderando a equipe, Barclay supervisionou o crescimento da Jaguar TCS Racing, desde a primeira vitória na Fórmula E no ePrix de Roma de 2019 até fazer história no ePrix de Mônaco de 2024, com a primeira dobradinha no principado. Ao longo de oito temporadas, a equipe conquistou 16 vitórias, 46 pódios, 11 pole positions e um total de 1.411 pontos no campeonato.
Em junho de 2025, a McLaren confirmou que Barclay assumiria, setembro de 2025, a liderança do novo projeto da marca no Campeonato Mundial de Endurance (WEC), que irá fazer sua estreia na competição em 2027.